# Sistem de plăți
Sistemul de plăți poate fi definit ca un set de aranjamente privind descărcarea de obligațiilor asumate de către agenții economici (inclusiv persoanele fizice) în urma tranzacțiilor economice cu bunuri (inclusiv active financiare) sau servicii.
Sistemele de plăți au dublă funcție de intermediere a operațiunilor de plăți precum și garantarea operațiunilor de plăți. Sistemele de plăți sunt componente ale sistemelor financiare.  Elementele componente ale unui sistem de plăți cuprind instituțiile care furnizează servicii de plăți, diversele forme de creanțe transferate, metodele și mijloacele de transfer, mesajele și canalele de comunicație.
Activele care circulă în sistemul de plăți (banii) reprezintă creanțe asupra guvernului (moneda metalica), asupra băncii centrale (bancnotele sau fondurile bănești din evidențele băncii centrale, adică moneda scripturală) și asupra instituțiilor bancare (depozitele bancare). Aceste active sunt cunoscute sub denumire a generică de mijloace de decontare. Moneda este o creanță pentru cel care o deține și o datorie pentru cel care a emis-o.
Toate tranzacțiile, fie că vorbim de achiziția de bunuri, active financiare sau servicii, (și presupunând că nu au la bază trocul) se bazează pe transferul de bunuri, active financiare sau prestarea de servicii pe de o parte și de fonduri care pot fi numerar (bancnote și monede metalice) sau depozite la instituțiile de credit pe de altă parte.

## Decontarea bancară
Persoanele fizice și juridice pot deschide la o instituție de credit mai multe tipuri de conturi bancare.  
- Conturi de disponibilități
- Conturi curente
- Conturi de depozite
- Conturi de credite
- Conturi cu destinație specială

## Procedeele de plată
Procedeele de plată reprezintă un ansamblu de tehnici specifice, determinate de particularitățile unor tranzacții, menite să asigure realizarea transferurilor de fonduri și stingerea obligațiilor dintre parteneri, în condițiile stabilite de aceștia.
Procedeele (modalitățile) de plată se împart în două grupe:
Transferul de credit - este procedeul de transfer de fonduri, realizat prin intermediul băncilor, dintr-un cont în altul, utilizând instrumente specifice din dispoziția debitorului (cumpărătorului), în favoarea creditoruli (vânzătorului):
- viramentul
- acreditivul

Transferul de debit - este procedeul de transfer de fonduri, realizat prin intermediul băncilor, dintr-un cont în altul, utilizând instrumente specifice din dispoziția creditorului (vânzătorului), nedepinzând de voința debitorului (cumpărătorului):
- cecul
- direct debit
- standing order
- procesul cambial
- incasso-ul

Prin decontare se înțelege transferul de fonduri între bănci și încărcarea și descărcarea de gestiune a băncilor participante la transfer, precum și finalizarea plății prin descărcarea de gestiune a plătitorului față de beneficiarul plății.
Prin plată se înțelege transferul de fonduri care are ca efect stingerea obligațiunilor financiare dintre părțile implicate la o tranzacție economică și schimbul de proprietate a activului, în timp ce transferul de fonduri are un conținut mai larg și fără un scop economic.
Transferurile de fonduri pentru efectuarea plăților se numesc transferuri interbancare dacă au loc între instituții de credit diferite sau  transferuri intrabancare dacă transferurile de fonduri au loc între unitățile aceleiași instituții de credit. 
După forma în care se realizează decontările pot fi împărțite în decontări pe bază brută și decontări pe bază netă. 
Decontările pe bază brută  sunt acele decontări care se realizează operațiune cu operațiune, astfel transferurile sunt finalizate pentru fiecare client sau pentru fiecare tranzacție. Prin contrast, decontările pe netă presupun plata doar a soldului net debitor sau încasarea doar a soldului net creditor. Decontările pe bază brută sunt specifice transferurilor de fonduri de valorilor mari, iar decontările pe bază netă sunt specifice transferurilor de fonduri de valori mici. Decontarea pe bază brută înseamnă că fiecare transfer este decontat individual și nu pe bază netă. Decontările pe bază netă presupune compararea în cadrul unei perioade date, a tuturor drepturilor de încasare și a tuturor obligațiilor de plată între două instituții de credit și transferarea la finalul perioadei doar a diferenței.

## Decontarea bancară
Persoanele fizice și juridice pot deschide la o instituție de credit mai multe tipuri de conturi bancare.  
- Conturi de disponibilități
- Conturi curente
- Conturi de depozite
- Conturi de credite
- Conturi cu destinație specială

## Instrumenele de plăți
Instrumenele de plăți sunt monedele propriu zise și ate documente bancare operaționale pe suport hârtie, magnetic sau electronic, care funcționează pe baza unor tehnicii specifice de operare, circuite și securizare în vederea transferului de fonduri de la ordonator la beneficiar. Aceste instrumente sunt emise de banca centrală (bancnotele în circulație și moneda scripturală din contabilitatea băncii centarale) și băncile comerciale (moneda scripturală, creată de băncile comerciale) cu aprobarea băncii centrale pentru a se asigura o forma standardizata și un conținut economic și juridic care să permită transferul de fonduri în deplina siguranță și delimitarea responsabilităților participanților la transferul bancar.
Instrumentele de plăți se împart în două categorii: instrumente cu numerar și instrumente făra numerar.
Instrumentele de plată cu numerar sunt reprezentate prin moneda metalica și bancnotele emise de către banca centrală în general, în anumite țări și anumite bănci comerciale emit bancnote.

## Cursul legal
Cursul legal reprezintă obligația impusă de legea statului de acceptare a bancnotelor și monedelor pentru orice plată.
Bancnotele și monedele au putere liberatoare imediată: orice persoană care plătește în numerar este eliberată de obligația de plată în momentul în care remite numerarul creditorului. Un creditor nu poate refuza o plată în numerar. În Zona Euro, începând cu 1 ianuarie 2002, monedele euro și bancnotele euro sunt singurele bancnote și monede care au statutul de mijloc legal de plată, în statele membre Zonei Euro, iar conform Regulamentul (CE) nr. 974/98 al Consiliului din 3 mai 1998 cu excepția autorității emitente și a persoanelor special desemnate în legislația internă a statului membru emitent, niciuna din părți nu este obligată să accepte mai mult de cincizeci de monezi în cadrul unei singure plăți. Statutul de mijloc legal de plată al bancnotelor în euro este stabilit la articolul 128 din Tratatul privind funcționarea Uniunii Europene, la capitolul privind politica monetară. Conform articolului 3 alineatul (1) litera (c) din Tratatul privind funcționarea Uniunii Europene, Uniunea are competență exclusivă în privința politicii monetare pentru statele membre a căror monedă este euro (statele membre participante).